# Ragnar S:t Cyr
Ragnar Patrik S:t Cyr, född 30 juli 1868 i Holms församling, Älvsborgs län, död 6 januari 1953 i Åmåls stadsförsamling, Älvsborgs län, var en svensk jurist. Han var farbror till Irma S:t Cyr Jonsson.

## Biografi
S:t Cyr var son till komminister Lorentz Larsson och Carolina de Revérony S:t Cyr. Efter studentexamen i Vänersborg 1887 bedrev han akademiska studier med hovrättsexamen 1892. Han var först notarie i Svea hovrätt och Göta hovrätt innan han var tillförordnad domhavande 1895–1908. Åren 1908–1948 var han borgmästare i Åmåls stad. S:t Cyr var ordförande i stadens byggnadsnämnd, vice ordförande i hälsovårdsnämnden, ordförande i lokalstyrelsen för Wermlands Enskilda bank och ombudsman i Åmåls Sparbank. Han var riddare av Nordstjärneorden och av Vasaorden.
S:t Cyr gifte sig 1909 med Ester von Unge, som avled 1934. Makarna hade inga barn.